# Karşıyaka SK
Maillots
Dernière mise à jour : 24 septembre 2024.
Le Karşıyaka Spor Kulübü est un club turc de football basé à Izmir.
Le club évolue pour la dernière fois en première division lors de la saison 1995-1996.

## Historique
- 1912 : fondation du club

## Parcours
- Championnat de Turquie D1 : 1958-1964, 1966-1967, 1970-1972, 1987-1991, 1992-1994 et 1995-1996
- Championnat de Turquie D2 : 1964-1966, 1967-1970, 1972-1973, 1980-1987, 1991-1992, 1994-1995, 1996-2001, 2003-2016
- Championnat de Turquie D3 : 1973-1980, 2001-2003, 2016-2018